# La trovatella (film 1916)
La trovatella (The Foundling) è un film muto del 1916 diretto da John B. O'Brien.

## Trama
La madre di Molly O è morta dandola alla luce e David, suo padre, per il dolore, rifiuta la bambina. Poi parte alla volta dell'Italia per dipingere una Madonna con le sembianze della moglie morta, abbandonando la figlia in un orfanotrofio. La ragazzina è molto amata dagli altri orfanelli, ma suscita l'odio di Jennie, la nipote della direttrice. Il risultato è che le condizioni nell'istituto per lei divengono via via peggiori, tanto da farle assomigliare più a quelle di una schiava piuttosto che a quelle di un'orfana. Molly O decide di fuggire via.
Suo padre è diventato un famoso pittore: torna dall'Italia e si pente di aver abbandonata la figlia. La rivuole con sé e si reca all'orfanotrofio. Ma, qui, Jennie si spaccia per Molly O, per sfruttare la situazione e venir adottata da David. Quando Molly O ritorna, non osa dir subito la verità e si mette al servizio del padre come domestica, dopo averlo conosciuto per caso per strada. Dopo una serie di incidenti e di equivoci indotti dalla falsa Molly, finalmente padre e figlia si riconoscono e si riuniscono.

## Produzione
Il film, prodotto da Mary Pickford per la Famous Players Film Company, fu girato nel 1915. In quell'anno, la pellicola di The Foundling (1915), era andata perduta in un incendio prodottosi negli Studi della Famous Players a New York l'11 settembre 1915. Ne venne fatto immediatamente questo remake che uscì nel 1916, girato in tutta fretta per contenere i danni e usando gli stessi attori e il medesimo cast tecnico del film precedente.

## Distribuzione
Il film fu distribuito dalla Famous Players Film Company e dalla Paramount Pictures. Uscì nelle sale statunitensi il 2 gennaio 1916. In Italia arrivò tra il 1916 e il 1917.

### Date di uscita
IMDb
- USA	2 gennaio 1916

Alias
- Miss Jenny	(undefined)